# Cañón de Osum

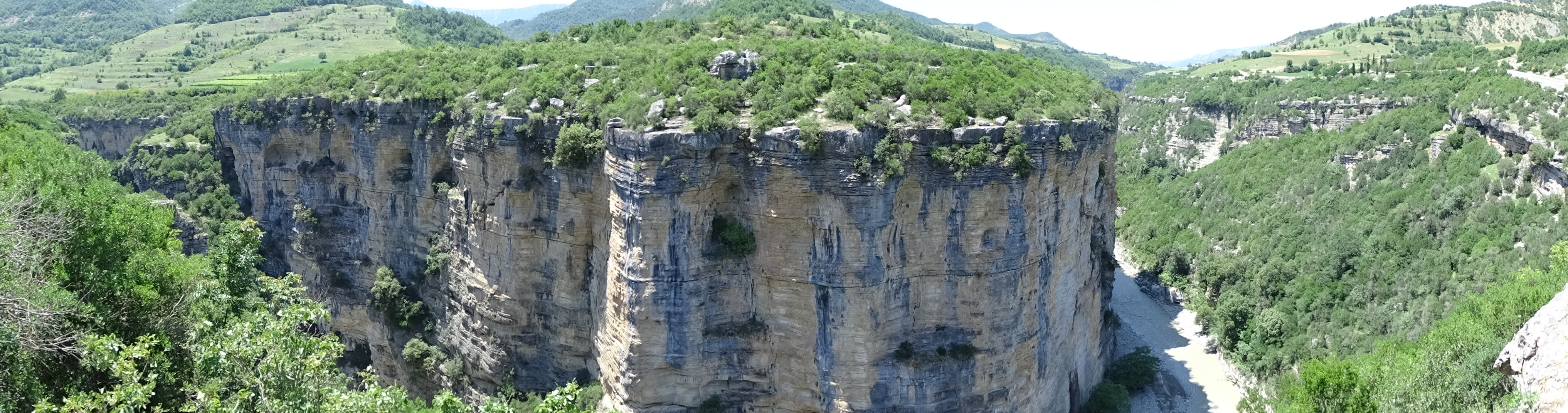
Vista panorámica del cañón de Osum

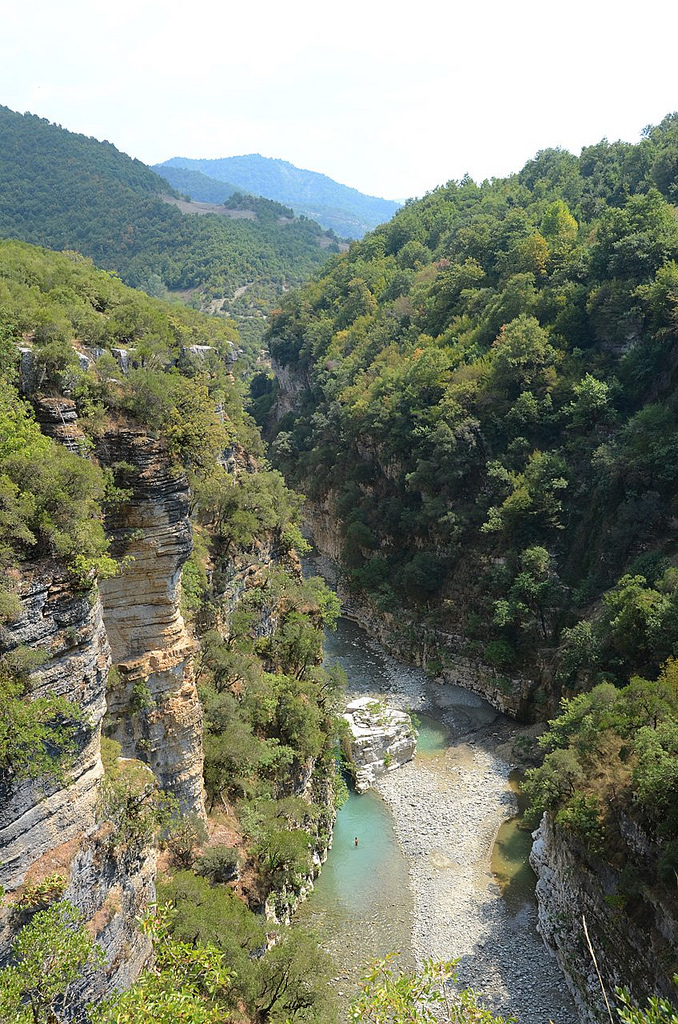
El cañón de Osum en el distrito de Skrapar

El cañón de Osum (en albanés: Kanioni i Osumit) se encuentra en el sur de Albania, cerca de la ciudad de Çorovodë. Tiene un origen fluvial y el río Osum, que pasa por la ciudad de Berat, discurre por el cañón.
El cañón de Osum es uno de los atractivos naturales más espectaculares de Albania. Durante la primavera el alto nivel de agua debido al derretimiento de la nieve permite explorar toda la longitud del desfiladero desde el río. La primavera también es la mejor época para ver las numerosas cascadas de las gargantas, que truenan desde arriba mientras los exploradores pasan por debajo en barcos. Al final del verano, cuando el agua baja, el desfiladero no es todo navegable, pero hay varios paseos con oportunidades para nadar en varias piscinas y arroyos.
Los bordes del desfiladero tienen un ecosistema inusual que preserva la vegetación en ambos de sus lados durante todo el año. En las laderas del cañón la erosión ha esculpido las paredes de roca creando pequeñas cuevas. Algunas de las formaciones rocosas del desfiladero tienen nombres sugestivos como la Catedral, el Ojo, y la Puerta del Demonio.